# Hauština
Hauština (anglicky Hausa, hausky: hawsaa) je africký jazyk ze západní větve čadských jazyků, které jsou součástí širší rodiny jazyků afroasijských.

## Rozšíření
Hauštinu ovládá jako mateřštinu přibližně 25 milionů mluvčích, pro dalších asi 15 milionů lidí je jejich druhým jazykem. Jazykem většiny je v Nigeru a na severu Nigérie. Hausky mluvící menšiny se vyskytují v Kamerunu, Čadu, Středoafrické republice, Dahome, Togu, Ghaně a Burkině Faso.
Staří afričtí cestovatelé s nadsázkou tvrdívali, že Afriku lze projít napříč a domluvit se, zná-li člověk alespoň tři jazyky: arabštinu, svahilštinu a hauštinu.

## Popis jazyka
Psaná hauština existovala již před příchodem Evropanů. Až do počátku 20. století byla psána arabským písmem. Od 30. let 20. století se datují prvé pokusy přepisu do latinky, kterou je dnes zapisována. Pravopis v Nigeru a Nigérii má četné menší odlišnosti.
Co se fonetiky hauštiny týče, jedná se o jazyk tónový.

## Česká orientalistika
Předním českým odborníkem na hauštinu je doc. Petr Zima, který je také autorem jediné české učebnice hauštiny.

## Příklady

### Číslovky
| Hausky | Česky |
| ɗaya   | jeden |
| biyu   | dva   |
| ukku   | tři   |
| huɗu   | čtyři |
| biyar  | pět   |
| shidda | šest  |
| bakwai | sedm  |
| takwas | osm   |
| tara   | devět |
| goma   | deset |

## Užitečné fráze
| Hausky                         | Česky                      |
| Maraba                         | Vítejte                    |
| Barka                          | Ahoj                       |
| Barka da asuba                 | Dobré ráno                 |
| Sai da safe                    | Dobrou noc                 |
| Sai an jima                    | Na shledanou               |
| Kan lafiya?                    | Jak se máš?                |
| Lafiya kalau, na gode, kai fa? | Mám se dobře, děkuji a ty? |
| Nayi murnan haduwa da kai      | Rád tě poznávám            |
| An gode da taimakonka          | Děkuji za vaši pomoc       |
| Sunana shine ...               | Jmenuji se ...             |

## Vzorový text
Otčenáš (modlitba Páně):
ʻUbanmu wanda yake cikin sama,
a tsarkake sunanka,
mulkina yă zo
a aikata nufinka a duniya
kamar yadda ake yi a sama.
Ka ba mu yau
abincin yininmu.
Ka gafarta mana laifofinmu,
kamar yadda mu ma muke
gafarta wa masu yin mana laifi.
Kada ka bari a kai mu cikin jarraba,
amma ka cece mu daga mugun nan.
Amin.

### Všeobecná deklarace lidských práv
| hausky | Su dai yan-adam, ana haifuwarsu ne duka yantattu, kuma kowannensu na da mutunci da hakkoki daidai da na kowa. Suna da hankali da tunani, saboda haka duk abin da za su aikata wa juna, ya kamata su yi shi a cikin yan-uwanci. |
| česky  | Všichni lidé se rodí svobodní a sobě rovní co do důstojnosti a práv. Jsou nadáni rozumem a svědomím a mají spolu jednat v duchu bratrství.                                                                                     |